# Garcia de Resende
Vous pouvez aider à l'améliorer ou bien discuter des problèmes sur sa page de discussion.
- Il ne cite pas suffisamment ses sources. Vous pouvez indiquer les passages à sourcer avec {{référence nécessaire}} ou {{Référence souhaitée}}, et inclure les références utiles en les liant aux notes de bas de page. (Marqué depuis avril 2024)
- Certaines informations devraient être mieux reliées aux sources mentionnées dans la bibliographie ou les liens externes. Améliorez sa vérifiabilité en les associant par des références. (Marqué depuis avril 2024)

- Archive Wikiwix
- Bing
- Cairn
- DuckDuckGo
- E. Universalis
- Gallica
- Google
- G. Books
- G. News
- G. Scholar
- Persée
- Qwant
- (zh) Baidu
- (ru) Yandex
- (wd) trouver des œuvres sur Wikidata

Pour les articles homonymes, voir Resende.
Garcia de Resende, né en 1470 à Évora où il est mort le 3 février 1536, est un poète, chroniqueur, musicien et architecte portugais.
Il est connu qu'en 1490, il a été garçon de chambre du roi Jean II de Portugal (1481-1495), et l'année suivante, le garçon de escrevaninha (de bureau ou secrétaire), poste qu'il a toujours exercé à Alvor, où le souverain est décédé. Il a été jusqu'à être nommé secrétaire-trésorier de l'imposante ambassade du roi Manuel Ier au pape Léon X (1515). Il a passé les dernières années de sa vie à Évora, où il était propriétaire.
Comme beaucoup d'hommes de la Renaissance, Garcia de Resende présente de multiples facettes : les chansons, expert en architecture militaire, etc.
Certains historiens le considèrent comme l'initiateur du cycle des Castros, parce que ses chansons sur la mort d'Inés de Castro constituent le plus ancien document poétique connu sur le sujet. Il a également écrit la Miscellanea (en redondillas), où se trouvent de curieuses annotations sur des personnages et des événements nationaux et européens. Mais ce qui est devenu connu a été le Cancioneiro général, qui est réuni dans les compositions poétiques produites dans les sections consacrées aux règnes d'Alphonse V, Jean II et Manuel Ier, et il a rédigé un prologue consacré à Prince Jean de Portugal et a pris la quarante-huit titres qui clôt l'ouvrage.

## Œuvres
- Cancioneiro Geral ; Vida e Feitos du Rei D. João II
- Crónica de D.João II (1545)
- Miscelânea e Variedade de Histórias (1554)